# Окічобі

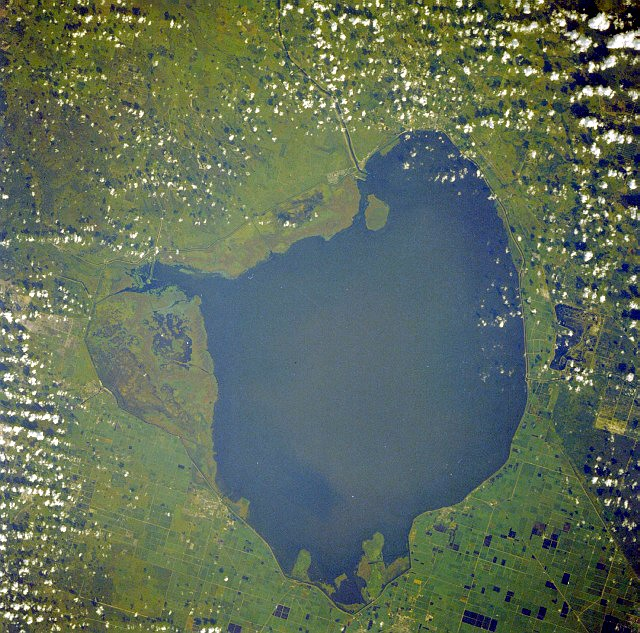
Космічний знимок озера

Окічобі — найбільше озеро штату Флорида. Розташоване у його центрі. Вода прісна. Площа 1890 км².
Середня глибина приблизно 2,7 метри, максимальна глибина — 3,7 метри. Об'єм води у озері — 5,2 км³.
Назва походить від індіанського Окі=вода й чубі=велика.
Поверхня озера розташована на рівні 3,74-5,49 метра над поверхнею моря.
6000 років тому, коли Флорида була вдвічі більшою, озера не існувало. Воно утворилося 6000-4000 років тому, з підняттям поверхневих вод й дощів.
Озеро Окічобі є початком й джерелом стічного болота Еверглейдс.
Під час Великого маямського урагану 1926 року на озері Окічобі загинуло приблизно 300 осіб. Два роки згодом Окічобський ураган вбив тисячі люду.
Стежина завширшки 30 метрів навкруги озера є частиною Флоридського шляху, який має довжину 2250 км.
2007 року завдяки посусі дно озера було у великій частині відкрито, що дало змогу зняти отруєний мул, що перевищував норми по пестицидам й знищував фауну озера. Проте великі дощі 2008 року знову принесли пестициди з полів, в результаті чого було знищено багато риби.